# That's the Way of the World
That's the Way of the World är ett album släppt av den amerikanska R&B-gruppen Earth, Wind & Fire, 1975. Albumet användes som soundtrack till filmen med samma namn. En film där några av bandmedlemmarna deltog i små roller som sig själva, så kallade Cameoroller. Albumet är mest ihågkommet för hiten "Shining Star" som låg etta på den amerikanska Billboardlistan.

## Låtlista
1. "Shining Star"
2. "That's the Way of the World"
3. "Happy Feelin'"
4. "All About Love"
5. "Yearnin' Learnin'"
6. "Reasons"
7. "Africano"
8. "See the Light"